# Senija
Senija ist eine spanische Gemeinde (municipio) in der Provinz Alicante mit einer Bevölkerung von 696 Einwohnern (Stand: 2024).

## Lage
Senija liegt etwa 70 Kilometer nordöstlich von Alicante und etwa 65 Kilometer südsüdöstlich von Valencia in einer Höhe von 235 m nahe der Mittelmeerküste. Die  Autopista AP-7 führt am Ostrand der Gemeinde entlang.

## Geschichte

### Bevölkerungsentwicklung
| Jahr      | 1970 | 1981 | 1991 | 2001 | 2011 | 2021 |
| Einwohner | 510  | 433  | 486  | 513  | 601  | 606  |

## Sehenswürdigkeiten

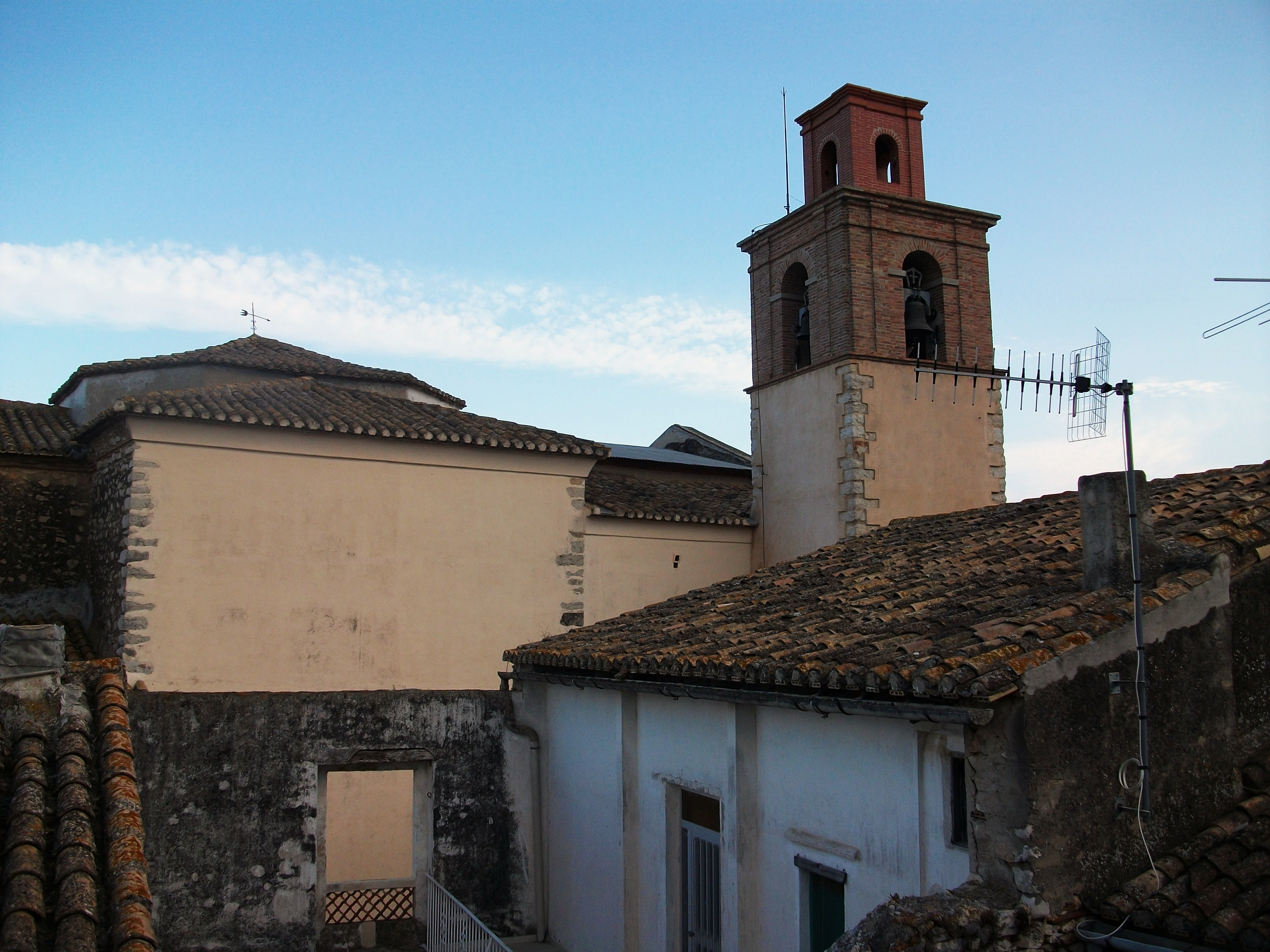
Katharinenkirche
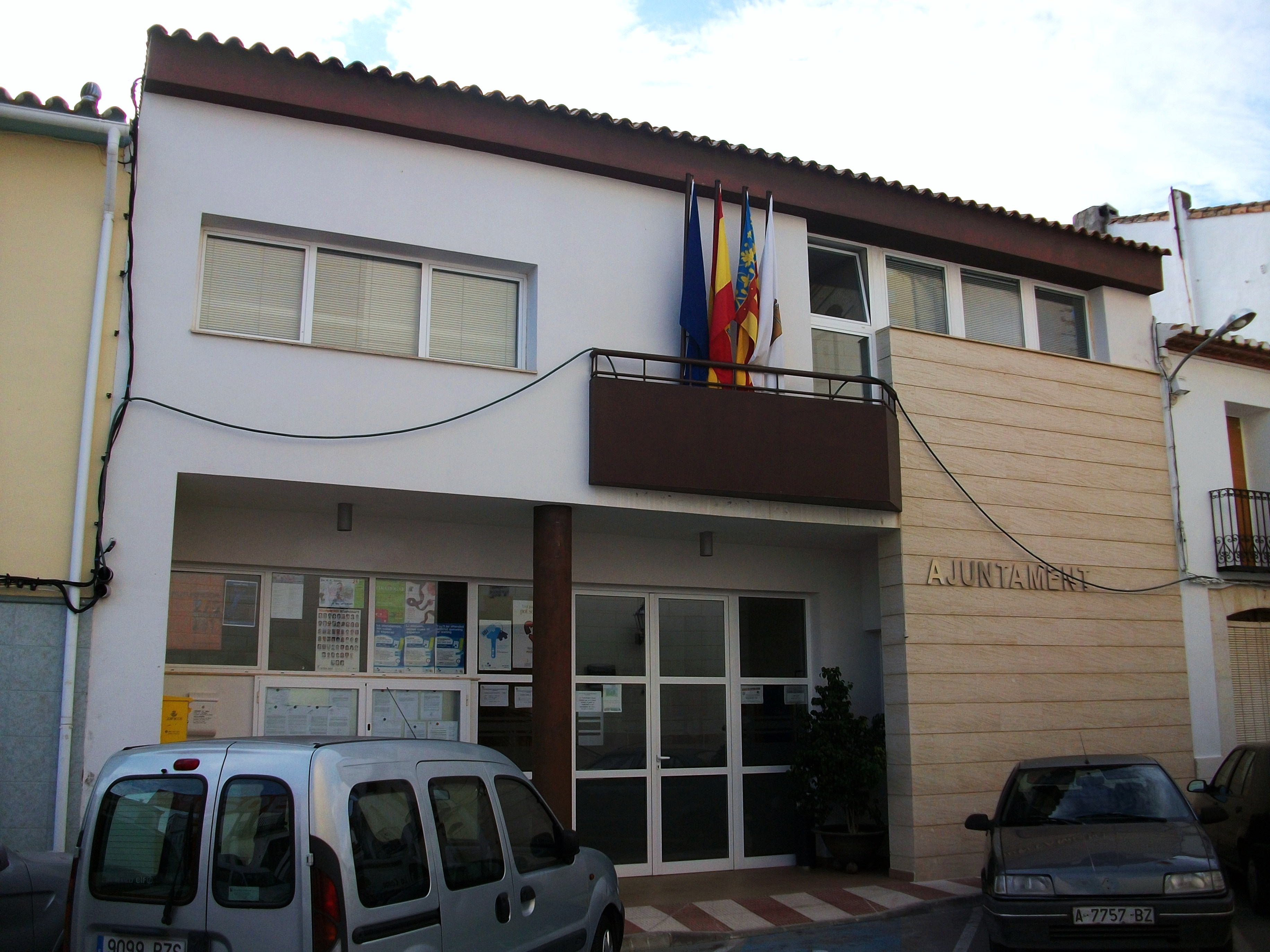
Rathaus

- Katharinenkirche
- Rathaus